# Сахархизан, Саид
Саид Сахархизан (перс. سعید سحرخیزان‎; род. 26 июня 2003, Ардебиль) — иранский футболист, нападающий иранского футбольного клуба «Эстегляль» и национальной сборной Ирана.

## Клубная карьера

### Ранние годы
Саид Сахархизан является воспитанником иранской «Сайпы», также 1 год провёл в академии «Пайкана».

### «Хавадар»
Летом 2022 года подписал 3-летний контракт с «Хавадаром». 31 августа 2022 года провёл свой первый матч в профессиональной карьере, выйдя на замену в матче 4-го тура чемпионата Ирана 2022/23 против «Трактора».

### «Оренбург»
9 июля подписал контракт с футбольным клубом «Оренбург». Дебютный матч в чемпионате России провёл 28 июля, выйдя на замену в игре 2-го тура сезона 2024/25 против «Ахмата». 10 августа в матче 4-го тура против «Акрона» забил свой первый мяч за «Оренбург», став также лучшим игроком этой встречи.

### «Эстегляль»
8 августа 2025 года покинул «Оренбург» и стал игроком иранского клуба «Эстегляль». 

## Карьера в сборной
В ноябре 2024 года был вызван на сборы иранской национальной команды для подготовки к матчам отборочного цикла чемпионата мира 2026 года с Северной Кореей и Киргизией, однако в этих встречах на поле так и не появился.